# 그렐린
그렐린(영어: ghrelin)은 식욕을 증가시키는 호르몬으로 1999년 일본의 코지마 마사야스(Masayasu Kojima)등에 의해 밝혀졌다.28개의 짧은 아미노산 펩티드형태의 호르몬이다. 그렐린 수용체는 식욕을 억제하는 렙틴 수용체를 발현하는 시상하부와 관련된 뇌세포(AGRP/NPY 또는 POMC)에 연관있으며 특히 위에서 생성되는 순환 호르몬으로 알려져 있다. 이러한 렙틴이나 그렐린은 포만감과 식욕 신호를 전달함으로써 생명체의 활동과 휴식(수면)에 관여하는 것으로 알려져 있다.
그렐린(Ghrelin, / ˈɡrɛlɪn /)은 위장관의 장 내분비 세포, 특히 위에서 생성되는 순환 호르몬이며 음식 섭취를 증가시키기 때문에 종종 "배고픔 호르몬"이라고 불린다. 그렐린의 혈중 농도는 배가 고프면 식사 전에 가장 높으며 식사 후에는 더 낮은 수치로 돌아간다. 그렐린은 위 운동 성과 위산 분비를 증가시켜 음식 섭취를 준비하는 데 도움을 줄 수있다.

## 생체시계
렙틴과 그렐린은 다른 호르몬들을 따라서 복잡한 에너지 항상성 과정에 참여한다. 이러한 메커니즘은 특히 생물체가 낮에는 에너지를 사용하고 밤에는 수면과 에너지를 저장하는 활동일주기로 불리는 생체시계와 밀접한 관련이 있는 것으로 알려져 있다. 이와 유사한 섭식에관여하는 에너지 대사의 작용기전은 지방세포의 렙틴(leptin),췌장의 인슐린,장에서의 CCK,영양소(Nutrient)부터의 호르몬에의한 분비등이 알려져 있다. 시상하부의 AGRP/NPY는 '배고픔'에 그리고 POMC는 '포만감'의 교감신경등의 감정조절에 관여하는 것으로 알려져 있다.
췌장에서 글루카곤(glucagon)은 초기 단식 상태에서는 포도당위주의 에너지 대사의 작용기전을 제공한다.
장기적인 기아(starvation)상태에서는 글루코스-알라닌 사이클(glucose-alanine cycle)이나 케톤체 대사경로(Keton body metabolism)가 간과 근육에서 정교하게 조절되어 진행되는것으로 알려져 있다.

## 같이 보기
- 멜라토닌
- 플로리겐
- 광주기성